# Droga wojewódzka 267
Die Droga wojewódzka 267 (DW 267) ist eine 30 Kilometer lange Droga wojewódzka (Woiwodschaftsstraße) in der polnischen Woiwodschaft Kujawien-Pommern, die Piotrków Kujawski mit der Droga krajowa 62 und weiter mit Ujma Duża verbindet. Die Strecke liegt im Powiat Aleksandrowski und im Powiat Radziejowski.

## Streckenverlauf
Woiwodschaft Kujawien-Pommern, Powiat Aleksandrowski
-  Ujma Duża (DW 252)

Woiwodschaft Kujawien-Pommern, Powiat Radziejowski
- Ujma Mała
- Pocierzyn
- Sęczkowo
- Kościelna Wieś
- Pułkownikowo
-  Osięciny (Ossenholz) (DW 301)
-  Samszyce (DK 62)
- Witowo
- Faliszewo
- Stróżewo
- Nowy Dwór
- Bytoń (Bütten)
- Świesz
- Palczewo
-  Piotrków Kujawski (Piotrkowo) (DW 266)